# Wiktor Lipsnis

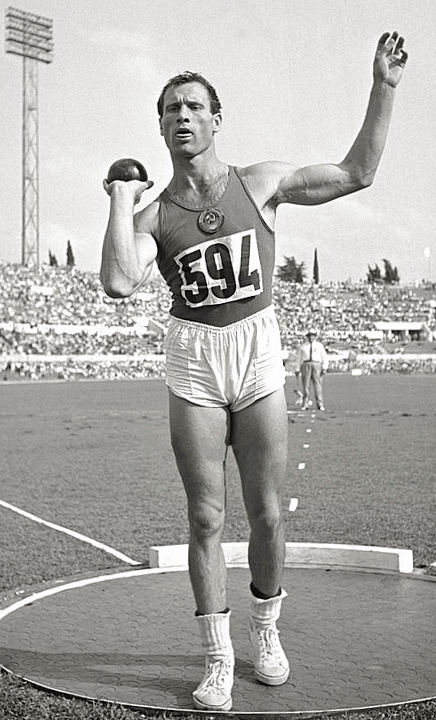
Wiktor Lipsnis bei den Olympischen Spielen 1960

Wiktor Lipsnis (ukrainisch Віктор Ліпсніс, engl. Transkription Viktor Lipsnis; * 6. Dezember 1933 in Nischyn; † 25. September 1997 in Kiew) war ein ukrainischer Kugelstoßer, der für die Sowjetunion startete.
1958 gewann er Silber bei den Europameisterschaften in Stockholm, und 1960 wurde er Vierter bei den Olympischen Spielen in Rom.
Einem Sieg bei der Universiade 1961 folgte eine weitere Silbermedaille bei den Europameisterschaften 1962 in Belgrad und ein zehnter Platz bei den Olympischen Spielen 1964 in Tokio.
Von 1960 bis 1962 wurde er dreimal in Folge Sowjetischer Meister. Seine persönliche Bestleistung von 19,35 m stellte er am 25. Juli 1964 in Los Angeles auf.